# Geschützter Landschaftsbestandteil Feldgehölze auf dem Glockenrücken

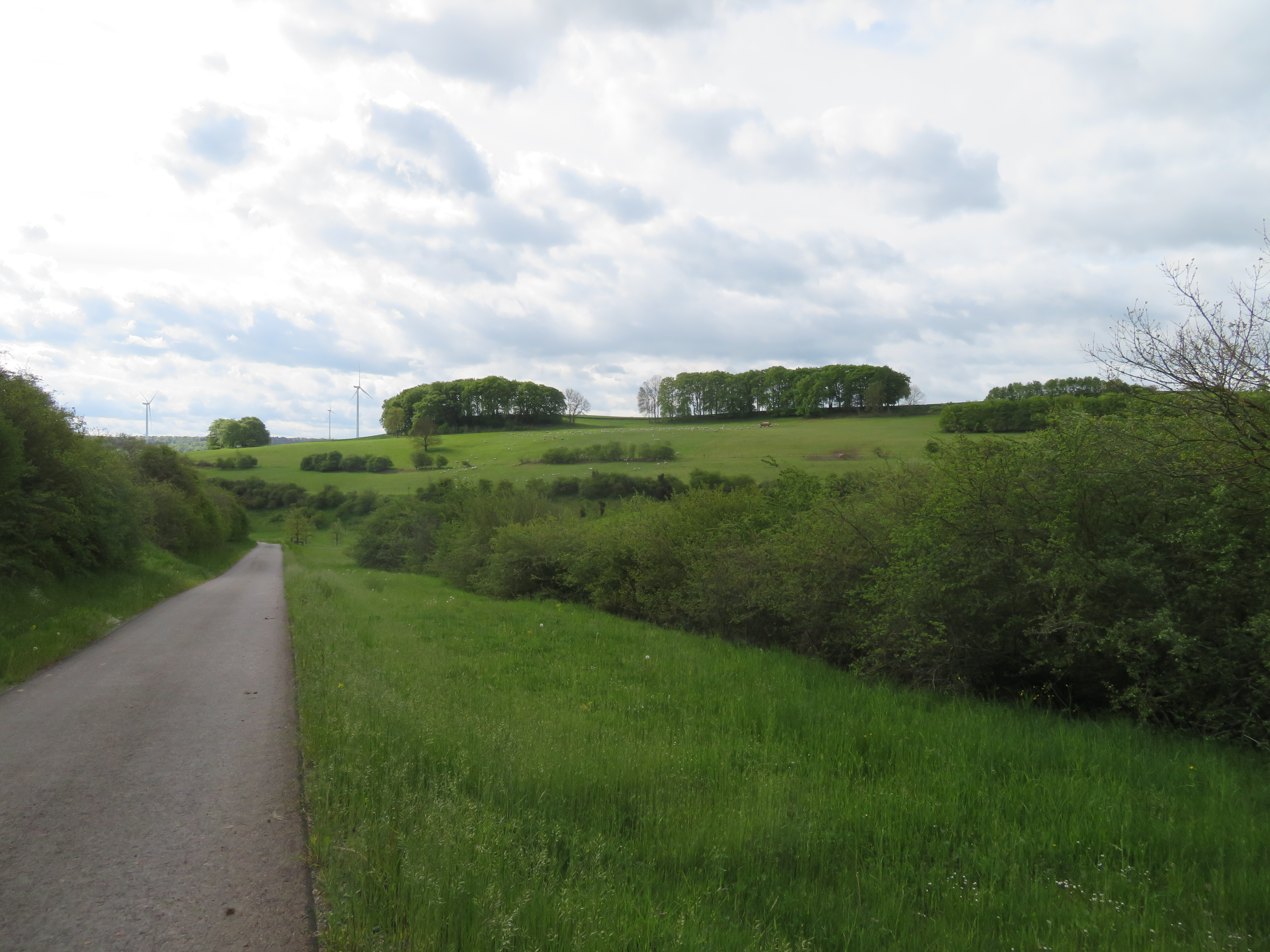
Die drei Teilflächen vom Geschützten Landschaftsbestandteil Feldgehölze auf dem Glockenrücken sind auf Bergrücken zu sehen

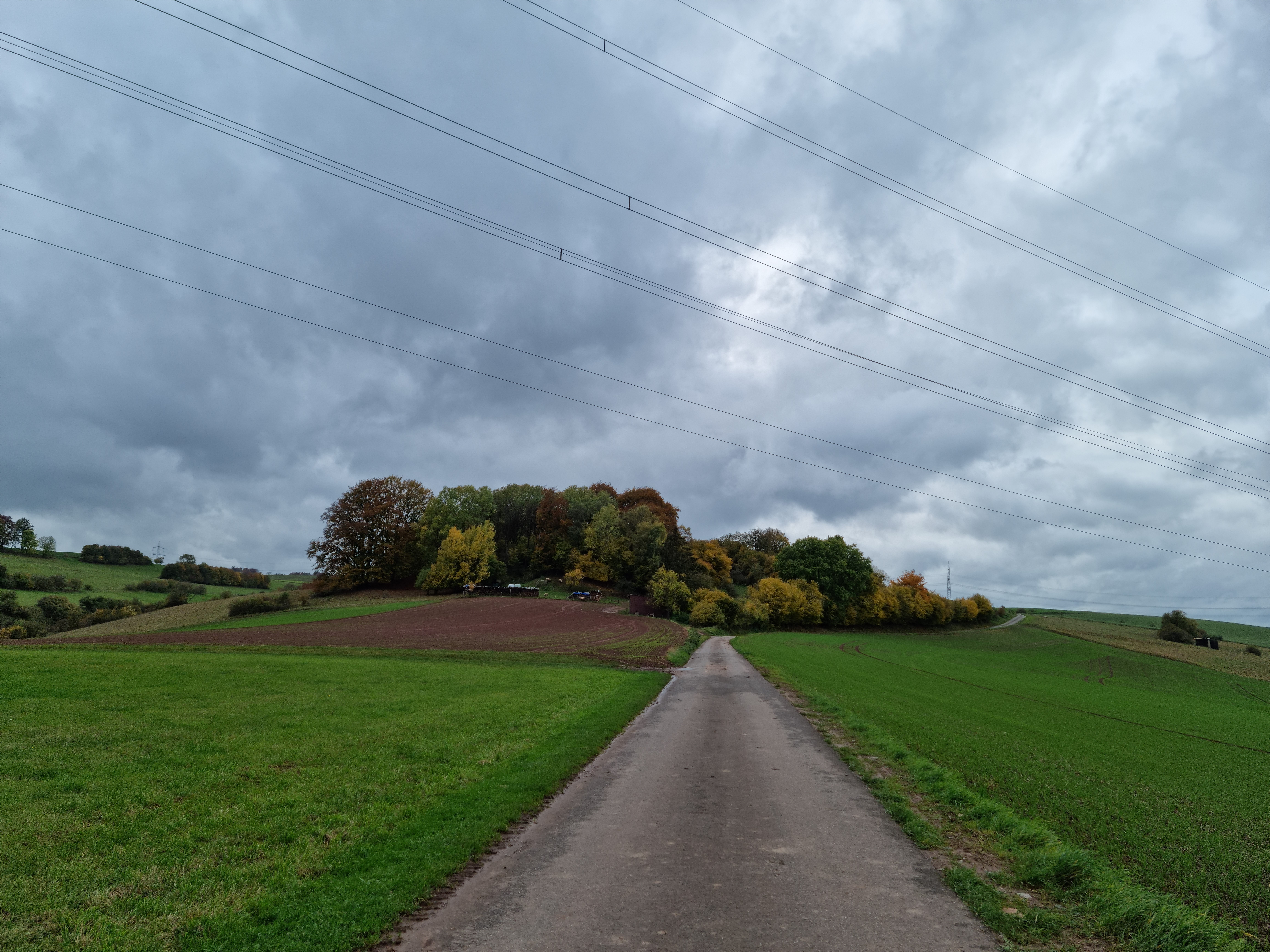
Ostfläche vom LB ist Bergkuppe zu sehen

Der Geschützte Landschaftsbestandteil Feldgehölze auf dem Glockenrücken mit 0,8 ha Flächengröße liegt im Stadtgebiet von Marsberg südwestlich von Udorf im Hochsauerlandkreis. Das Gebiet wurde 2008 mit dem Landschaftsplan Marsberg durch den Kreistag des Hochsauerlandkreises als Geschützter Landschaftsbestandteil (LB) ausgewiesen. Der LB ist meist umgeben vom Landschaftsschutzgebiet Magergrünland am Glockengrund. Nur im Norden grenzt teilweise das Naturschutzgebiet Glockengrund an.

## Beschreibung
Der Landschaftsplan führt zum LB aus: „Der LB besteht aus drei maximal 0,4 ha großen Kalkbuchenwäldchen auf der Nordflanke des Glockenrückens, der sich als breiter Buckel zwischen Glockengrund und Pansgrund erhebt. In dieser exponierten Lage stellen die drei Feldgehölze weithin sichtbare, prägende Landschaftsbestandteile dar. Die östliche Teilfläche weist nur relativ wenige, aber starke Baumexemplare auf; neben Buchen auch eine doppelstämmige Kiefer. Sie enthält zudem eine gemauerte Grotte. Die beiden anderen Bestände sind etwas dichter, aber auch noch so licht, dass eine artenreiche Kalkbuchenwald-Krautschicht gedeiht. An den Rändern bestehen teilweise fließende Übergänge zur angrenzenden Grünlandnutzung. Vor allem in der westlichen Teilfläche lassen teilweise mehrstämmige oder verwachsene Baumgestalten auf eine frühere Niederwaldnutzung schließen. Die flachgründige Kuppenlage begünstigt konkurrenzschwache Krautarten, erschwert aber offenbar eine Verjüngung der Bestände.“

## Schutzzweck
Die Ausweisung als LB erfolgte:
- Zur Erhaltung, Entwicklung oder Wiederherstellung der Leistungs- und Funktionsfähigkeit des Naturhaushaltes
- Zur Belebung, Gliederung oder Pflege des Orts- und Landschaftsbildes
- Zur Abwehr schädlicher Einwirkungen

Das LB stellt, wie die anderen LBs im Landschaftsplangebiet, einen herausragenden Lebensraum für die ökologischen Leistungsfähigkeit des Naturhaushaltes dar. Dient ferner als landschaftsgliedernde und -belebende Element. Die Ausweisung dient der Abwehr realer oder potenzieller schädlicher Einwirkungen durch Pflanzenentnahme, Relief- oder Gewässerveränderungen usw.

## Beeinträchtigungen des Geschützten Landschaftsbestandteils Feldgehölze auf dem Glockenrücken
Im Oktober 2019 wurde eine Eingabe an die Untere Naturschutzbehörde des Kreises vom Verein für Natur- und Vogelschutz im Hochsauerlandkreis gemacht, da umfangreiche Abkippungen von Erdhaufen in einem der drei Feldgehölze gefunden wurden. Genau dort wachsen selten Arten wie Märzenbecher und Acker-Gelbstern.